# زمفیرا
زمفیرا (روسی: Земфира Талгатовна Рамазанова؛ زادهٔ ۲۶ اوت ۱۹۷۶) یک خواننده پاپ و تاتاریتبار اهل روسیه است. وی از سال ۱۹۹۸ میلادی تاکنون در روسیه و جمهوری‌های جدا شده از شوروی مشغول فعالیت بوده‌است. زمفیرا تا کنون بیش از سه میلیون اثر به فروش رسانده است. 

## زندگی‌نامه
از نظر قومیتی زمفیرا از تاتارهای ولگا و باشقیر است، مادرش پزشک و پدرش آموزگار تاریخ است. زمفیرا از ۴ سالگی به موسیقی علاقه‌مند شد و به یک مدرسه موسیقی رفت، در ۷ سالگی نخستین ترانه‌اش را نوشت. او با کمک برادر بزرگترش رامیل با موسیقی راک آشنا شد و با گوش دادن به بلک سبث، نازارث (گروه موسیقی) و کوئین نواختن گیتار را آموخت.

## آلبوم‌ها
- زمفیرا (۱۹۹۹)
- عشق من مرا فراموش کن (۲۰۰۰)
- ۱۴ هفته سکوت  (۲۰۰۲)
- Vendetta (Вендетта) (۲۰۰۵)
- Zemfira.Live (۲۰۰۶)
- متشکرم (Спасибо) (۲۰۰۷)
- Z-Sides (۲۰۰۹)
- Zemfira.Live2 (۲۰۱۰)
- زندگی در سر تو (Жить в твоей голове) (۲۰۱۳)